# Percy Borucki
Percy Borucki (* 22. Juli 1929 in Katowice, Polen) war ein deutscher Säbelfechter. Er focht zuerst in Polen, wanderte später nach Deutschland ein und war beim DFC Düsseldorf, später beim TuS Rei Koblenz und anschließend beim ETuF Essen aktiv. 1964 und 1968 nahm er an den Olympischen Spielen teil, 1962 wurde er Deutscher Meister.

## Erfolge
Beruflich war Borucki Bauingenieur und focht vor seiner Ankunft in Deutschland als deutschstämmiger Rückwanderer 1959 in der polnischen B-Nationalmannschaft. Nach seiner Übersiedlung nach Deutschland konnte er mehrere internationale Turniere gewinnen, unter anderem das internationale Säbelturnier „Wappen von Hamburg“ sowie dreimal den Corble-Cub in London. Außerdem nahm er an zahlreichen Länderkämpfen teil.
1962 gewann er die deutschen Meisterschaften im Säbelfechten, 1967 wurde er nochmals zweiter. Bei den Olympischen Spielen 1964 und 1968 war Borucki Mitglied der Herrensäbelmannschaft. 1964 belegte das Team Rang sechs, 1968 wurde es siebter.